# Post mortem (film, 2020)
Pour les articles homonymes, voir Post mortem.
Pour plus de détails, voir Fiche technique et Distribution.
Post Mortem est un film hongrois de Péter Bergendy sorti en 2020.

## Synopsis
Hongrie, 1919. Entre les morts et les vivants, la frontière n'a jamais été si fragile : les fantômes parcourent désormais un vieux continent dévasté par la Première Guerre mondiale et l'épidémie de grippe espagnole.
Survivant des tranchées, Tomás fuit les médisances des gens et préfère le silence des défunts. C'est désormais en tant que photographe post mortem itinérant que le jeune homme officie. Par des procédés modernes, des mises en scènes pointues et beaucoup d'imagination il parvient, le temps d'une photo, à conférer une illusion de vie à ses portraits.
Lors de l'une de ses prestations, une fillette orpheline, Anna, vient à sa rencontre. Pour elle, aucun doute ne subsiste : son village est la proie de spectres aux intentions belliqueuses et seul Tomás peut leur venir en aide.
Sur place, l'ancien soldat mène l'enquête. Les revenants vont lui réserver le plus glaçant des accueils,...

## Fiche technique
- Réalisation : Péter Bergendy
- Scénario : Piros Zánkay, Gabor Hellebrandt, Péter Bergendy
- Photographie : Andras Nagy
- Montage : István Király
- Musique : Atti Pacsay
- Sociétés de production : Szupermodern Stúdió
- Producteur : Gábor Hellebrandt, Ábel Köves, Tamás Lajos
- Costumes : János Breckl
- Pays de production :  Hongrie
- Langue originale : hongrois
- Format : couleur - Ratio : CinemaScope 2,39:1 - Son : 5.1
- Genre : horreur, fantastique, film de fantômes
- Durée : 110 minutes
- Dates de sortie :
  - Pologne : 9 octobre 2020 (avant-première mondiale au Festival international du film de Varsovie)
  - Hongrie : 28 octobre 2021
  - France : 27 janvier 2022 (avant-première française au Festival international du film fantastique de Gérardmer 2022) ; 22 juin 2022 (en DVD et Blu-ray, distribué par Condor Entertainment)

## Distribution
- Viktor Klem : Tomás
- Fruzsina Hais : Anna
- Judit Schell : Marcsa
- Andrea Ladányi : Auntie
- Zsolt Anger : Imre

## Tournage

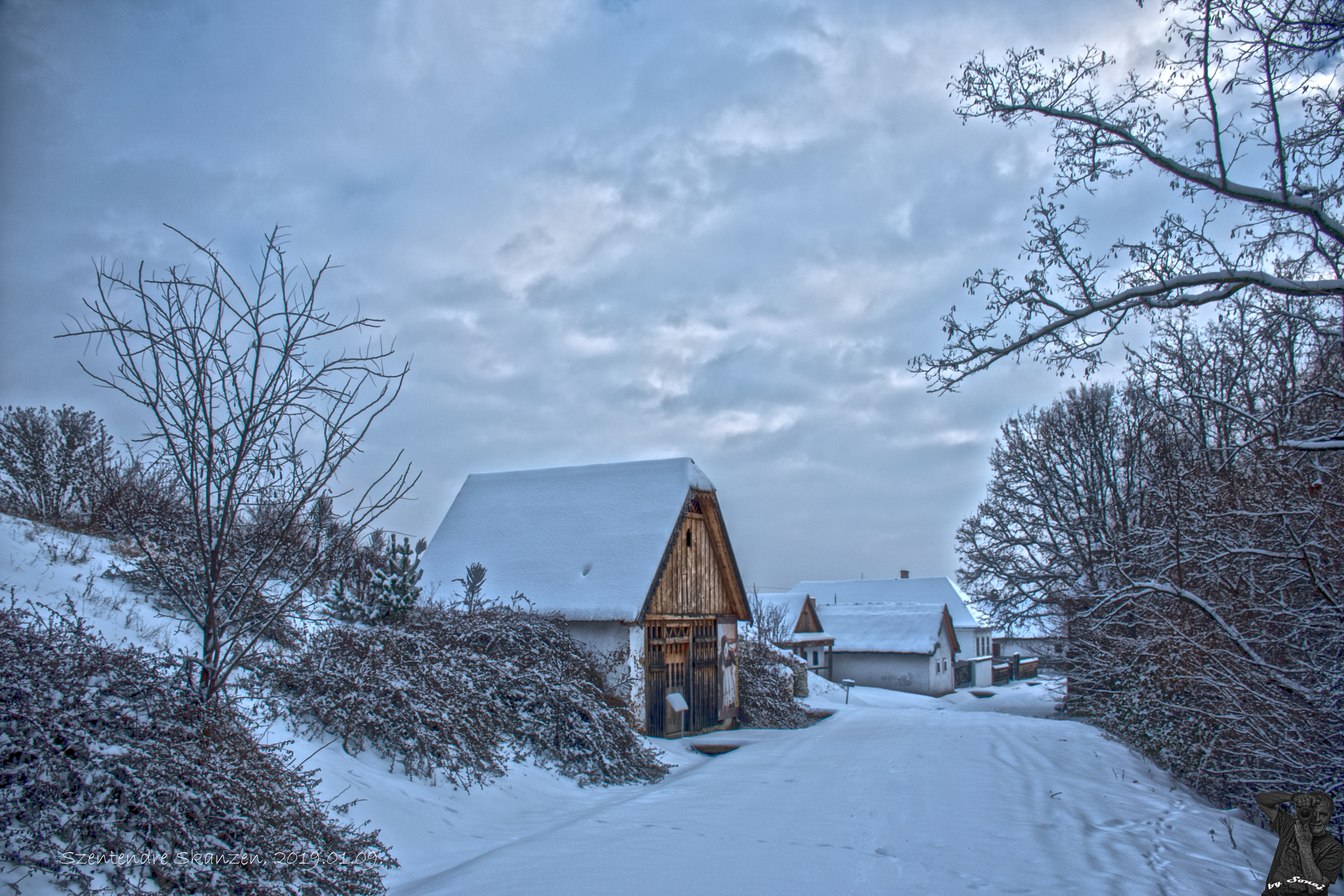
Le tournage du film s'est en partie déroulé à Szentendre.

Le film a été entièrement tourné en Hongrie. Le village est en réalité Skanzen, un musée ethnographique en plein air situé à Szentendre. La scène du champ de bataille a été tournée à la mine de sable de Fót. Le cimetière, le lac et la forêt proviennent des alentours de Pilisszentiván. Le Studio 4 de Budapest, Sóskút, Budakeszi, la mine de pierre de Tárnok et le Château Podmaniczky ont également accueilli l'équipe.

## Festivals et réception
Le long-métrage a été sélectionné dans plusieurs compétitions prestigieuses dont le 36e Festival international du film de Varsovie le 9 octobre 2020. Il a ensuite participé au festival fantastique italien de Trieste, le Trieste Science+Fiction Festival, où il a remporté le prix Rai4 Wonderland. La même année, il est diffusé au Festival international du film de Catalogne.
Dans les pays francophones, il est sélectionné en compétition officielle au Festival international du film fantastique de Gérardmer 2022. Il figure également dans la programmation du Festival international du film fantastique de Bruxelles. Le BIFFF met en avant « une mixologie culottée des genres », qui emprunte à « Gogol et à Sam Raimi, en passant par Dario Argento et Tim Burton – période Sleepy Hollow. » Le film est sélectionné en compétition européenne et concourt pour le Méliès d'argent de l'édition 2021.
Le film a été sélectionné comme candidature hongroise pour le meilleur long métrage international aux 94e Oscars mais n'a pas été retenu.

## Récompenses
IMdb recense 24 nominations et 27 prix gagnés dont :
- Fantasporto (2021) :
  - Meilleur réalisateur pour Péter Bergendy
  - Meilleur scénario pour Piros Zánkay, Gabor Hellebrandt, Péter Bergendy

- Toronto After Dark Film Festival (2021)[10] :
  - Médaille de bronze du meilleur film
  - Meilleur film d'horreur
  - Meilleur réalisateur pour Péter Bergendy
  - Meilleure actrice dans un second rôle pour Fruzsina Hais
  - Meilleurs effets spéciaux pour Zoltán Benyó
  - Meilleur design sonore pour Gábor Balázs
  - Meilleure photographie pour András Nagy
  - Meilleur montage pour István Király
  - Film le plus effrayant
  - Film dont nous souhaitons le plus voir une suite